# Stănija, Hunedoara
Stănija este un sat în comuna Buceș din județul Hunedoara, Transilvania, România.
Este localizată la poalele S-E ale Munților Bihor, în N-E județului Hunedoara în cadrul comunei Buceș.
Satul este amplasat în S-V comunei. Este singurul loc din Europa unde s-a gasit altait (PbTe).

## Geografie

### Relief
Localitatea Stănija este situată în Patrulaterul aurifer al Munților Apuseni. Prezența zăcămintelor aurifere este legată de localizarea sa în apropierea lanțului eruptiv Fericeaua, Dealul Ungurului, Neagra, Runcu, Breaza, Jidovului, aparținând Munților Bihorului. Acest fapt se materializează prin existența numeroaselor mine, realizate de-a lungul timpului în vederea exploatării importantelor zăcăminte aurifere. Altitudinea medie la care este situată localitatea este de 300 m, iar cea maximă este de 1172 m (Vf. Fericeaua). Ca o consecință a reliefului, de tip montan, așezarea are o formă dispersată.

### Hidrografia
Este reprezentată de Valea Stanijei și de afluenți ai acesteia, precum Valea Săritorii si Pârâul Vulturului.

### Climă
Climat specific depresiunilor, cu temperaturi medii anuale între 7-8-10 °C, precipitații bogate 600–900 mm/an și vânturi puternice.
Se simt influențe climatice subemediteraneene, cu vânturi specifice, precum Austrul, mai ales in sud-vest, cu ploi de toamnă și ierni blânde. Apare uneori dinspre masivele muntoase și vântul de tip foehn.

### Vegetația
Este specifică zonelor de deal și munte, predominând pădurile de foioase.

### Fauna
- In zonele impadurite se intalnesc caprioara, iepurele, dihorul, lupul, vulpea, rasul, viezurele si nevastuica.
- Desisul padurilor adaposteste de asemenea multe specii de pasari: ciocanitoarea pestrita, pitigoiul, cinteza, gaita.
- Pasionatii intalnesc si multi fluturi specifici nivelelor alpine.
- Apele de munte sunt populate cu pastravi curcubeu si indigen, lipan, mreana vanata, scobar si clean.

## Istorie

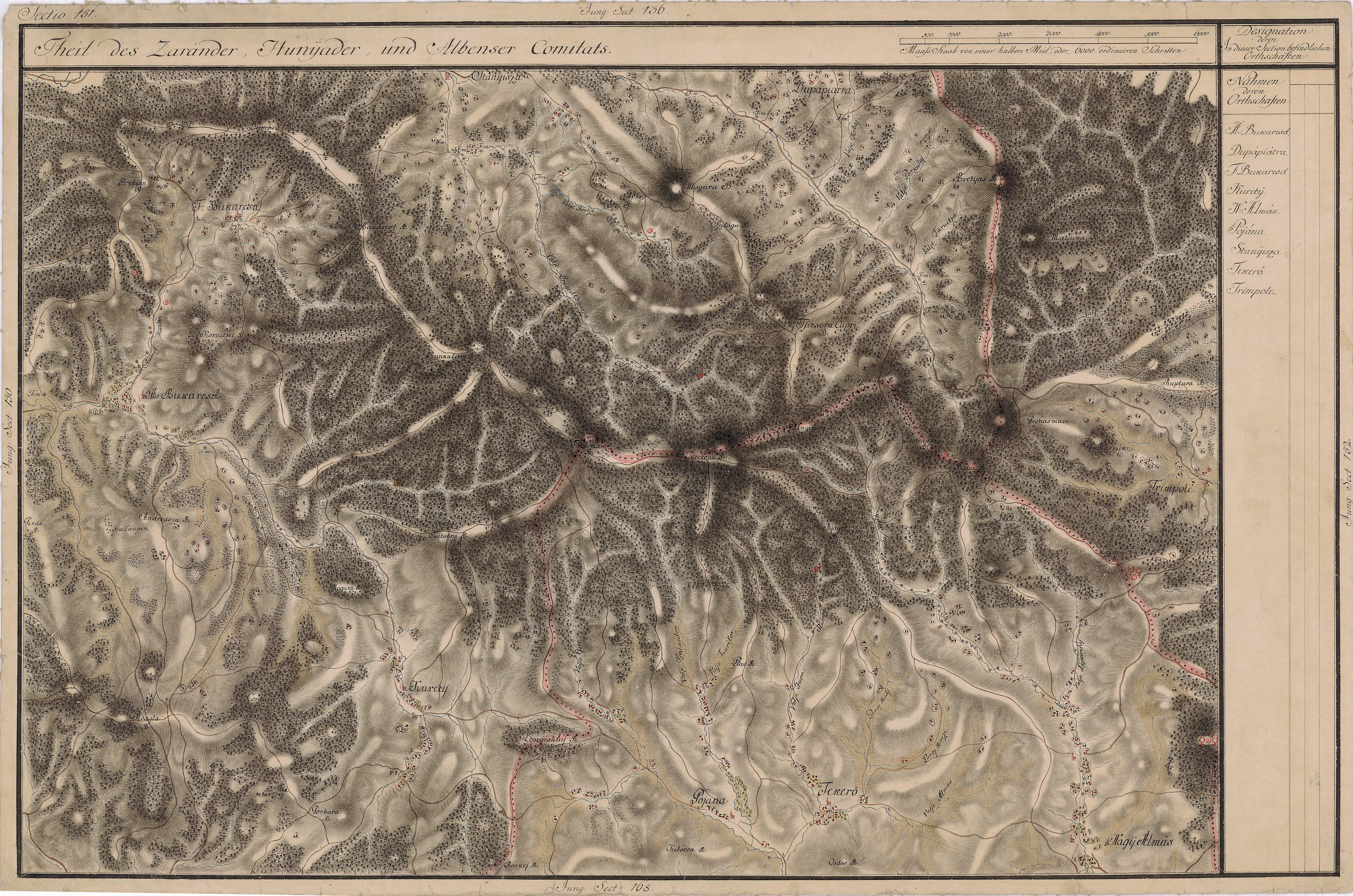
Stănija în Harta Iosefină a Transilvaniei, 1769-73

Primele atestări documentare datează din secolul XV, respectiv anul 1439 și vizează satele Buceș, Mihăileni și Stănija. În urma unor săpături arheologice, în zona Stănija au ieșit la iveală urmele unor străvechi așezări miniere, descoperindu-se elemente de ceramică romană, cărămizi, opaițe, râșnite sau chiar bucăți de lemn folosite la construirea galeriilor. În împrejurimi s-au găsit urme de locuire și de practicare a unor îndeletniciri datate din antichitate, materiale aparținând culturii “Coțofeni” și chiar un vechi sistem de alimentare cu apă de pe vremea romanilor.
De asemenea se vorbește despre un “drum al aurului” care pornea de la Roșia Montană spre cetățile dacice din Munții Orăștiei, legendele fiind mereu atrăgătoare pentru aventurieri.
Dupa Primul Război Mondial, odată cu apariția Legii Minelor din 1924, la Stănija a început o susținută activitate minieră a unor mici proprietari, însa cu mijloace rudimentare. Singurele exploatări sistematice și cu tehnologii moderne pentru acea vreme erau: Mina Popa (cota 390 m) si Mina Muncăceasca, având doua sectoare independente, Est si Vest. Capacitatea lor de producție era redusă. In ambele s-a produs și aur nativ, in proporție de 10-20% față de producția totală de aur. Prepararea minereului comun se făcea prin stampare și amalgamare în câte o uzină amplasată la gura celor două mine.
Sociatatea franceză "Mines D’or de Stanija", cu sediul central la Paris, a fost ultimu] proprietar al acestor mine în perioada 1930-1948, când minele au fost naționalizate. Societatea avea în vedere un program amplu de dezvoltare a lucrărilor de exploatare din zonă, a construcțiilor indutriale și sociale (locuințe), dar, din cauza etatizării, programul nu s-a mai putut materializa.
În anul 1951, echipe sovietice, autorizate de autoritățile române au intrat în toate galeriile accesibile din zonă, cu aparatură specială pentru detectarea uraniului, activitate a cărui rezultate nu se cunosc în prezent.

## Economie
Are profil agrar, dar se mai practică și azi minieritul.

### Turism

#### Obiective turistice
- Defileul văii Satului
- Cascada Săritoarea din Stănija
- Gurile de mină din Stănija
- Peștera Pietrelor
- Vârful Fericieaua și Dealul Ungurului
- Vârful Negrii
- Vârful Certej
- Biserica cu hramul "Adormirea Maicii Domnului" din Stănija (monument istoric)
- Popasul Cotoncu
- Colonia miniera Stanija
- Colonia miniera Muncaceaca

Sursele de atractivitate ale localitatii Stănija sunt legate de vechile exploatări de argint și aur, cat și de siturile arheologice care au scos la suprafata asezări miniere, caramizi si ceramica romana. 
Turismul de aventura oferă satisfacții prin varietatea mare de metode recreere: drumeții montane, sporturi extreme, alpinism, vânătoare și pescuit. 
Pe lângă alpinism, relieful este mai degraba potrivit practicării altor sporturi din categoria celor considerate extreme. Se poate practica cicloturismul montan și se pot efectua coborâri în viteză cu bicicletele de pe pantele munților(down hill). Zborul cu parapanta poate fi de asemenea foarte incitant pe piscurile ascutite(in prezenta curentilor ascendenti si a « termalelor ») . 
Un sport relativ nou in Romania se poate practica la Stanija - hunedoara, si anume Canionning -ul, care reprezinta ascensiunea sau descinderea pe cursul unor canioane sau cascade - Cascada Saritoarea
O categorie specială de turism se practică în satul Stănija, unde Ioan Catalina, căutator de aur autorizat, însoțește și initiază grupuri de turiști în expediții de căutare a aurului în albia râurilor.
Un eventual traseu ar putea fi cel ce pornește din zona Cotoncu și se continuă spre Muntele Brădișor - Grohaș - Tarnița - Almașu Mare, pe teritoriul județului Alba, - Fericeaua - Dealul Ungurului - Stănija. Acest traseu merită să fie străbătut pentru că turiștii vor avea sansa sa descopere  o lume straveche, vor găsi adapost în case rustice, sau la stânele de oi, vor face degustări de mâncăruri tradiționale și pot cunoaște unele îndeletniciri ale locuitorilor din zonele mai izolate.

#### Zăcămintele de aur
Zacamintele aurifere descoperite de-a lungul timpului pe teritoriul comunei sunt o adevarata bogatie din orice punct de vedere sunt privite. In primul rand prin prisma posibilitatilor de exploatare si extragere a unor cantitati imense de aur de diferite valori, chiar si aur nativ. In alta ordine de idei, chiar exploatarea acestor zacaminte, de-a lungul timpului, poate deveni un obiectiv turistic important, de natura antropica. Diferitele galerii descoperite se pot constitui intr-un adevarat izvor cronologic al diferitelor perioade in care aurul a fost exploatat, iar acestea ar forma un traseu turistic istoric de o valoare inestimabila. Galeriile romane au chiar si valoare arheologica, deoarece aici se pot constitui chiar santiere arheologice pentru studierea istoriei, binecunoscut fiind faptul ca in acesti munti se gasea centrul civilizatiei dacice.

#### Căutător de aur
O perspectivă de dezvoltare a turismului din această localitate este dată chiar de resursele de aur prezente aici. Ioan Cătălina, un localnic născut în 1935, este singurul căutător de aur aluvionar din România. De asemenea, el este un excelent ghid spre gurile de mină părăsite, cât și un inegalabil povestitor și bun cunoscător de legende despre aur și aurari. Tehnica a învățat-o de la bunicul său, dar a putut să o pună în practică abia după căderea comunismului, deoarece pe atunci această activitate era interzisă.
Dupa lungi demersuri, în anul 2005 a primit autorizația de extracție și prelucrare de minereuri neferoase și rare. Acest sătean a concesionat toate râurile de pe teritoriul satului Stănija. în scopul exploatarii aurului aluvionar, dovedindu-se în scurt timp că aceasta activitate și pasiune a lui are și potential turistic, fiind solicitat de grupuri de turiști care își doresc să traiasca aventura căutării aurului. Astfel, în perspectiva dezvoltării turismului în acest areal, acest tip de turism pare a fi cel mai pretabil, tocmai prin originalitatea și ineditul său, caracteristici ce stimulează și motivează turistul.

#### Pensiuni
Pe teritoriul comunei Buceș sunt deschise oaspetilor 18 pensiuni agroturistice, in fiecare din cele 7 sate componente ale comunei gasindu-se cel putin o pensiune agroturistica.

## Populația
La 1 ianuarie 2004, populația număra un total de 483 de persoane, repartizate în 162 de locuințe. Din suprafața toatala a satului, de 2223 ha, doar 32,9 ha îi revin zonei de locuit. Majoritatea populației este de religie ortodoxă.

### Ocupații tradiționale
Una din ocupațiile traditionale este reprezentată de prelucrarea pietrei de moară, o meseria mai rar întilnită în zona Transilvaniei.
Confecționarea portului popular este un meșteșug ce se mai păstrează și astăzi. Costumele populare mai pot fi admirate cu ocazia unor sărbători religioase și a altor evenimente marcante de peste an, a târgurilor, nunților sau cu alte ocazii. Portul popular este asemănător celui din Țara Moților.
Alte meșteșuguri tradiționale ce se mai practică sunt potcovitul și realizarea de mobilier de lemn cu sculpturi specifice zonei.
Până să fie cotropiți de comuniști, mai toți sătenii din Stănija, comuna Buceș - județul Hunedoara, trăiau de pe urma aurului. Nici nu erau nevoiți să sape galerii, pentru că, aici, aurul e scos la suprafață de ape. Malurile de pământ galben de pe valea oricărui pârâiaș adăpostesc firimituri mici.

## Transport
Accesul spre localitate se realizează pe cale rutieră. Stănija este străbătută de drumul județean DJ705D, ce face legătura cu resedința de comună și mai departe cu localitățile Boiu, Geoagiu și Orăștie. La Buceș această șosea se intersectează cu drumul național DN74(Brad-Abrud). Acest drum face legătura direct sau prin intermediul altor șosele cu orașele ori municipiile Câmpeni, Ștei, Oradea, Arad, Lugoj, Timișoara, Zlatna, Alba Iulia, Sibiu, Brașov, București, Turda, Cluj Napoca.

## Evenimente
- Vârful Brădișor - in fiecare an in a 2-a duminica din luna iulie pe Vârful Brădișor se tine o sărbătoare câmpenească asemănătoare celor ținute pe Muntele Găina sau în Poiana Călineasa, originară și ea într-un cult de preamărire a zeilor.

## Vezi și
- Biserica de lemn din Stănija

## Galerie de imagini

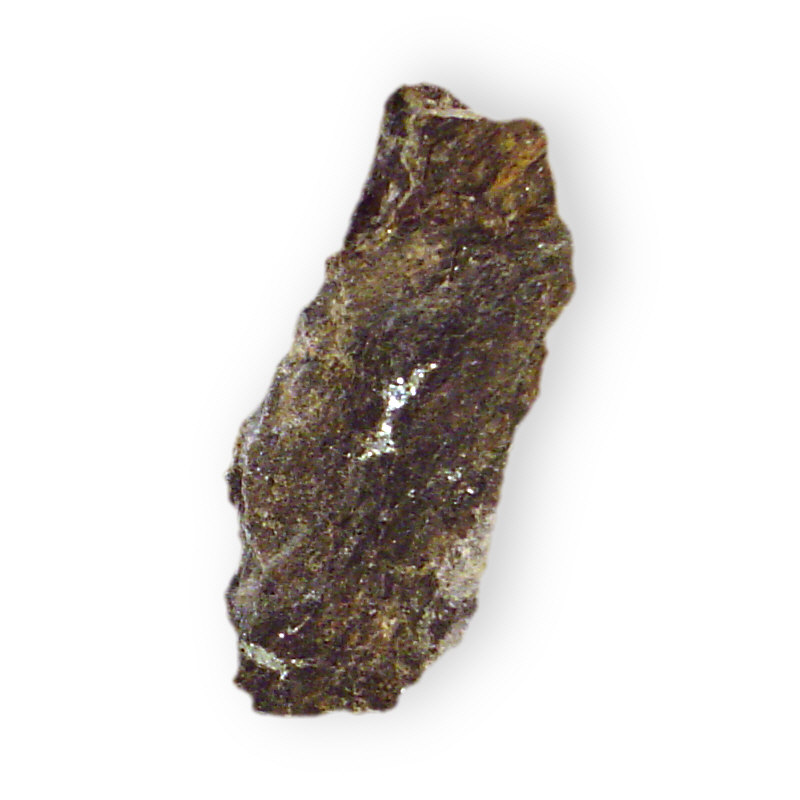
Cristal de altait 6

### Site-uri oficiale
- Primaria comunei Buces Arhivat în 8 februarie 2009, la Wayback Machine.
- Primaria comunei Ciuruleasa Arhivat în 1 ianuarie 2009, la Wayback Machine.

### Asociatii, organizatii si proiecte locale
- Asociatia Abeone - Drumul Varului Arhivat în 12 martie 2010, la Wayback Machine.
- Asociatia Aur si Branza Arhivat în 15 mai 2009, la Wayback Machine.

### Altele
- en Totul despre altait
- en Metalogenia aurului Arhivat în 27 aprilie 2006, la Wayback Machine.